# Perigonella sulfurea
Perigonella sulfurea is een hydroïdpoliepensoort uit de familie van de Pandeidae. De wetenschappelijke naam van de soort is voor het eerst geldig gepubliceerd in 1889 door Chun.